# Rasmus Thellufsen
Rasmus Thellufsen Pedersen (Sæby, 9 gennaio 1997) è un calciatore danese, centrocampista del Vendsyssel.

## Caratteristiche tecniche
È un esterno sinistro.

## Carriera

### Club
Cresciuto nel settore giovanile dell'Aalborg, ha esordito in prima squadra il 28 agosto 2016 disputando l'incontro di Superligaen vinto 2-1 contro l'Aarhus.